# Světový pohár v biatlonu 2012/2013
Světový pohár v biatlonu 2012/2013 byl už 36. ročník Světového poháru IBU. Sezóna začala 24. listopadu 2012 ve švédském Östersundu a skončila 17. března 2013 v ruském Chanty-Mansijsku. Součástí světového poháru bylo i mistrosvství světa  konané od 7. do 17. února 2013 v Novém Městě na Moravě v Česku. 
Vítězství ze sezóny předešlé sezóny obhajovali Francouz Martin Fourcade a Němka Magdalena Neunerová, která ale před sezónou ukončila kariéru. Fourcade mezi muži vítězství zopakoval, v ženské soutěži zvítězila Norka Tora Bergerová. Oba závodníci navíc ovládli všechny dílčí individuální soutěže.

## Kalendář
Kompletní program Světového poháru v biatlonu 2012/2013
| Místo konání       | Datum konání                | Sprint | Stíhací závod | Závod s hromadným startem | Vytrvalostní závod | Štafeta | Smíšená štafeta |
| ------------------ | --------------------------- | ------ | ------------- | ------------------------- | ------------------ | ------- | --------------- |
| Östersund          | 25. listopadu – 2. prosince | ●      | ●             |                           | ●                  |         | ●               |
| Hochfilzen         | 7. – 9. prosince            | ●      | ●             |                           |                    | ●       |                 |
| Pokljuka           | 13. – 16. prosince          | ●      | ●             | ●                         |                    |         |                 |
| Oberhof            | 3. – 6. ledna               | ●      | ●             |                           |                    | ●       |                 |
| Ruhpolding         | 9. – 13. ledna              | ●      |               | ●                         |                    | ●       |                 |
| Antholz-Anterselva | 17. – 20. ledna             | ●      | ●             |                           |                    | ●       |                 |
| Nové Město         | 7. – 17. února              | ●      | ●             | ●                         | ●                  | ●       | ●               |
| Oslo               | 28. února – 3. března       | ●      | ●             | ●                         |                    |         |                 |
| Soči               | 7. – 10. března             | ●      |               |                           | ●                  | ●       |                 |
| Chanty-Mansijsk    | 14. – 17. března            | ●      | ●             | ●                         |                    |         |                 |
| Celkově            | Celkově                     | 10     | 8             | 5                         | 3                  | 6       | 2               |

## Výsledky

### Muži
| 1. světový pohár v Östersundu, 25. listopadu – 2. prosince 2012   |                                   |                                                                                                |                                                   |                                                                                       |                                                   |                                                                             |                                                   |
| Datum:                                                            | Disciplína                        | První místo                                                                                    | Čas                                               | Druhé místo                                                                           | Čas                                               | Třetí místo:                                                                | Čas                                               |
| 28. listopadu, 17:30 SEČ Report                                   | Vytrvalostní závod (20 km)        | Martin Fourcade                                                                                | 50:44.7 (0+1+0+0)                                 | Dominik Landertinger                                                                  | 50:57.0 (0+1+0+0)                                 | Erik Lesser                                                                 | 51:06.4 (0+0+0+0)                                 |
| 1. prosince, 13:30 SEČ Report                                     | Sprint (10 km)                    | Jean Philippe Leguellec                                                                        | 25:10.4 (0+0)                                     | Alexis Bœuf                                                                           | 25:28.5 (0+1)                                     | Christoph Sumann                                                            | 25:35.2 (0+1)                                     |
| 2. prosince, 12:30 SEČ Report                                     | Stíhací závod (12,5 km)           | Martin Fourcade                                                                                | 33:03.5 (0+0+1+0)                                 | Andreas Birnbacher                                                                    | 33:04.2 (0+0+1+0)                                 | Anton Šipulin                                                               | 33:06.8 (0+0+1+0)                                 |
| 2. světový pohár v Hochfilzenu, 7. – 9. prosince 2012             |                                   |                                                                                                |                                                   |                                                                                       |                                                   |                                                                             |                                                   |
| 7. prosince, 11:30 SEČ Report                                     | Sprint (10 km)                    | Andreas Birnbacher                                                                             | 25:31.1 (0+0)                                     | Martin Fourcade                                                                       | 25:31.5 (1+0)                                     | Jakov Fak                                                                   | 25:44.8 (0+1)                                     |
| 8. prosince, 12:45 SEČ Report                                     | Stíhací závod (12,5 km)           | Jakov Fak                                                                                      | 34:14.8 (0+0+1+1)                                 | Dmitrij Malyško                                                                       | 34:15.7 (0+0+0+1)                                 | Martin Fourcade                                                             | 34:23.4 (0+2+0+1)                                 |
| 9. prosince, 11:15 SEČ Report                                     | Štafeta (4 x 7,5 km)              | Norsko Lars Helge Birkeland Ole Einar Bjørndalen Vetle Sjåstad Christiansen Henrik L'Abée-Lund | 1:17:55.2 (0+0 0+0) (0+0 0+1) (0+0 0+0)           | Francie Vincent Jay Jean-Guillaume Béatrix Alexis Bœuf Martin Fourcade                | 1:18:29.7 (0+0 0+0) (0+0 0+3) (0+1 0+1) (0+1 0+0) | Rusko Anton Šipulin Andrej Makovjev Jevgenij Usťugov Dmitrij Malyško        | 1:18:41.8 (0+1 0+0) (0+1 0+3) (0+0 0+0) (0+2 0+2) |
| 3. světový pohár v Pokljuce, 13. – 16. prosince 2012              |                                   |                                                                                                |                                                   |                                                                                       |                                                   |                                                                             |                                                   |
| 13. prosince, 14:20 SEČ Report                                    | Sprint (10 km)                    | Jakov Fak                                                                                      | 24:41.7 (0+0)                                     | Emil Hegle Svendsen                                                                   | 24:42.5 (0+1)                                     | Martin Fourcade                                                             | 24:47.8 (0+0)                                     |
| 15. prosince, 12:45 SEČ Report                                    | Stíhací závod (12,5 km)           | Emil Hegle Svendsen                                                                            | 32:49.2 (0+0+0+1)                                 | Ondřej Moravec                                                                        | 32:53.0 (0+0+0+1)                                 | Martin Fourcade                                                             | 33:06.6 (0+0+0+2)                                 |
| 16. prosince, 13:00 SEČ Report                                    | Závod s hromadným startem (15 km) | Andreas Birnbacher                                                                             | 35:39.4 (0+0+0+0)                                 | Jakov Fak                                                                             | 35:57.1 (0+0+1+1)                                 | Tim Burke                                                                   | 36:02.0 (0+0+1+1)                                 |
| 4. světový pohár v Oberhofu, 3. – 6. ledna 2013                   |                                   |                                                                                                |                                                   |                                                                                       |                                                   |                                                                             |                                                   |
| 4. ledna, 17:25 SEČ Report                                        | Štafeta (4 x 7,5 km)              | Rusko Alexej Volkov Jevgenij Garaničev Anton Šipulin Dmitrij Malyško                           | 1:20:35.7 (0+2 0+1) (0+0 0+3) (0+1 0+2) (0+2 0+1) | Norsko Henrik L'Abée-Lund Ole Einar Bjørndalen Erlend Bjøntegaard Emil Hegle Svendsen | 1:20:44.1 (0+0 1+3) (0+0 0+0) (0+1 0+1) (0+0 0+3) | Německo Simon Schempp Erik Lesser Arnd Peiffer Florian Graf                 | 1:21:15.0 (1+3 0+0) (0+0 0+0) (0+3 0+1) (0+2 0+0) |
| 5. ledna, 17:45 SEČ Report                                        | Sprint (10 km)                    | Dmitrij Malyško                                                                                | 25:07.9 (1+0)                                     | Jevgenij Garaničev                                                                    | 25:20.5 (1+0)                                     | Emil Hegle Svendsen                                                         | 25:21.0 (0+1)                                     |
| 6. ledna, 15:35 SEČ Report                                        | Stíhací závod (12,5 km)           | Dmitrij Malyško                                                                                | 32:22.9 (0+0+0+0)                                 | Jevgenij Garaničev                                                                    | 33:05.0 (0+0+0+1)                                 | Ondřej Moravec                                                              | 33:12.8 (0+0+0+0)                                 |
| 5. světový pohár v Ruhpoldingu, 9. – 13. ledna 2013               |                                   |                                                                                                |                                                   |                                                                                       |                                                   |                                                                             |                                                   |
| 10. ledna, 18:15 SEČ Report                                       | Štafeta (4 x 7,5 km)              | Francie Simon Fourcade Jean-Guillaume Béatrix Alexis Bœuf Martin Fourcade                      | 1:13:11.2 (0+0 0+0) (0+1 0+1) (0+0 0+1) (0+0 0+0) | Norsko Lars Helge Birkeland Tarjei Bø Henrik L'Abée-Lund Emil Hegle Svendsen          | 1:13:20.6 (0+0 0+0) (0+0 0+3) (0+1 0+0) (0+1 0+3) | Rakousko Simon Eder Friedrich Pinter Dominik Landertinger Christoph Sumann  | 1:13:20.9 (0+0 0+2) (0+2 0+1) (0+0 0+1) (0+3 0+0) |
| 12. ledna, 18:15 SEČ Report                                       | Sprint (10 km)                    | Martin Fourcade                                                                                | 23:51.5 (0+0)                                     | Jevgenij Usťugov                                                                      | 24:07.9 (0+0)                                     | Andrej Makovjev                                                             | 24:24.5 (0+0)                                     |
| 13. ledna, 15:30 SEČ Report                                       | Závod s hromadným startem (15 km) | Martin Fourcade                                                                                | 36:27.7 (0+0+0+0)                                 | Dmitrij Malyško                                                                       | 36:28.2 (1+0+0+0)                                 | Emil Hegle Svendsen                                                         | 36:38.3 (0+1+1+0)                                 |
| 6. světový pohár v Antholz-Anterselvě, 17. – 20. ledna 2013       |                                   |                                                                                                |                                                   |                                                                                       |                                                   |                                                                             |                                                   |
| 18. ledna, 13:00 SEČ Report                                       | Sprint (10 km)                    | Anton Šipulin                                                                                  | 22:45.8 (0+0)                                     | Emil Hegle Svendsen                                                                   | 22:58.6 (1+0)                                     | Jakov Fak                                                                   | 23:06.2 (0+1)                                     |
| 19. ledna, 13:00 SEČ Report                                       | Stíhací závod (12,5 km)           | Anton Šipulin                                                                                  | 31:24.2 (0+1+1+0)                                 | Jakov Fak                                                                             | 31:46.8 (0+0+1+0)                                 | Daniel Mesotitsch                                                           | 31:50.0 (1+0+0+0)                                 |
| 20. ledna, 17:15 SEČ Report                                       | Štafeta (4 x 7,5 km)              | Francie Simon Fourcade Jean-Guillaume Béatrix Alexis Bœuf Martin Fourcade                      | 1:13:26.0 (0+0 0+1) (0+0 0+2) (0+0 0+1) (0+2 0+2) | Rusko Anton Šipulin Jevgenij Usťugov Jevgenij Garaničev Dmitrij Malyško               | 1:13:36.1 (0+2 0+0) (0+0 0+3) (0+0 0+1) (0+0 0+2) | Rakousko Simon Eder Christoph Sumann Daniel Mesotitsch Dominik Landertinger | 1:14:44.5 (0+0 0+2) (0+1 0+1) (0+0 0+1) (0+0 1+3) |
| Mistrovství světa v Novém Městě na Moravě, 7. – 17. února 2013    |                                   |                                                                                                |                                                   |                                                                                       |                                                   |                                                                             |                                                   |
| 9. února, 13:00 SEČ Report                                        | Sprint (10 km)                    | Emil Hegle Svendsen                                                                            | 23:25.1 (0+1)                                     | Martin Fourcade                                                                       | 23:33.2 (0+1)                                     | Jakov Fak                                                                   | 23:36.3 (0+0)                                     |
| 10. února, 13:00 SEČ Report                                       | Stíhací závod (12,5 km)           | Emil Hegle Svendsen                                                                            | 32:35.5 (0+0+0+1)                                 | Martin Fourcade                                                                       | 32:35.6 (0+1+1+0)                                 | Anton Šipulin                                                               | 32:39.1 (0+0+1+0)                                 |
| 14. února, 17:15 SEČ Report                                       | Vytrvalostní závod (20 km)        | Martin Fourcade                                                                                | 49:43.0 (0+0+0+1)                                 | Tim Burke                                                                             | 50:06.5 (0+0+0+1)                                 | Fredrik Lindström                                                           | 50:16.7 (0+0+0+1)                                 |
| 16. února, 15:15 SEČ Report                                       | Štafeta (4 x 7,5 km)              | Norsko Ole Einar Bjørndalen Henrik L'Abée-Lund Tarjei Bø Emil Hegle Svendsen                   | 1:15:39.0 (0+1 0+0) (0+0 0+0) (0+1 0+0) (0+0 0+1) | Francie Simon Fourcade Jean-Guillaume Béatrix Alexis Bœuf Martin Fourcade             | 1:16:51.8 (0+0 0+3) (0+0 0+1) (0+0 0+2)           | Německo Simon Schempp Andreas Birnbacher Arnd Peiffer Erik Lesser           | 1:16:57.5 (0+0 0+0) (0+0 2+3)                     |
| 17. února, 15:00 SEČ Report                                       | Závod s hromadným startem (15 km) | Tarjei Bø                                                                                      | 36:15.8 (0+0+0+0)                                 | Anton Šipulin                                                                         | 36:19.5 (0+0+1+0)                                 | Emil Hegle Svendsen                                                         | 36:23.2 (0+1+0+0)                                 |
| 7. světový pohár v Oslu, 28. února – 3. března 2013               |                                   |                                                                                                |                                                   |                                                                                       |                                                   |                                                                             |                                                   |
| 28. února, 14:00 SEČ Report                                       | Sprint (10 km)                    | Tarjei Bø                                                                                      | 25:44.5 (0+0)                                     | Martin Fourcade                                                                       | 25:44.6 (1+1)                                     | Andrij Deryzemlja                                                           | 25:52.2 (0+0)                                     |
| 2. března, 15:45 SEČ Report                                       | Stíhací závod (12,5 km)           | Martin Fourcade                                                                                | 33:48.2 (0+1+0+1)                                 | Tarjei Bø                                                                             | 34:15.9 (0+2+0+1)                                 | Alexandr Loginov                                                            | 34:23.7 (0+2+0+1)                                 |
| 3. března, 15:00 SEČ Report                                       | Závod s hromadným startem (15 km) | Ondřej Moravec                                                                                 | 39:48.7 (0+0+0+1)                                 | Martin Fourcade                                                                       | 40:02.4 (1+0+0+2)                                 | Erik Lesser                                                                 | 40:05.5 (0+0+1+0)                                 |
| 8. světový pohár v Soči, 7. března – 10. března 2013              |                                   |                                                                                                |                                                   |                                                                                       |                                                   |                                                                             |                                                   |
| 7. března, 15:30 SEČ Report                                       | Vytrvalostní závod (20 km)        | Martin Fourcade                                                                                | 49:40.6 (1+0+0+0)                                 | Andreas Birnbacher                                                                    | 49:47.5 (0+0+0+0)                                 | Serhij Semjonov                                                             | 50:12.5 (0+0+0+0)                                 |
| 9. března, 13:00 SEČ Report                                       | Sprint (10 km)                    | Martin Fourcade                                                                                | 25:17.3 (0+0)                                     | Jevgenij Usťugov                                                                      | 25:59.6 (0+1)                                     | Henrik L'Abée-Lund                                                          | 26:08.3 (0+0)                                     |
| 10. března, 12:30 SEČ Report                                      | Štafeta (4 x 7,5 km)              | Rusko Alexandr Loginov Anton Šipulin Dmitrij Malyško Jevgenij Usťugov                          | 1:09:50.8 (0+1 0+1) (1+3 0+1) (0+0 0+0)           | Německo Erik Lesser Andreas Birnbacher Arnd Peiffer Benedikt Doll                     | 1:10:29.1 (0+3 0+0) (0+1 0+0) (0+0 0+1) (0+2 0+3) | Česko Michal Šlesingr Jaroslav Soukup Vít Jánov Ondřej Moravec              | 1:10:33.7 (0+2 0+2) (0+3 0+1) (0+0 0+1)           |
| 9. světový pohár v Chanty-Mansijsku, 14. března – 17. března 2013 |                                   |                                                                                                |                                                   |                                                                                       |                                                   |                                                                             |                                                   |
| 15. března, 13:00 SEČ Report                                      | Sprint (10 km)                    | Martin Fourcade                                                                                | 24:22.6 (0+0)                                     | Lukas Hofer                                                                           | 25:02.2 (0+0)                                     | Andreas Birnbacher                                                          | 25:06.4 (0+0)                                     |
| 16. března, 13:30 SEČ Report                                      | Stíhací závod (12,5 km)           | Christoph Sumann                                                                               | 34:47.9 (0+0+0+0)                                 | Simon Fourcade                                                                        | 35:23.6 (0+0+0+0)                                 | Martin Fourcade Michal Šlesingr                                             | 35:28.3 (1+1+2+1)(0+0+1+2)                        |
| 17. března, 13:30 SEČ Report                                      | Závod s hromadným startem (15 km) | Martin Fourcade                                                                                | 41:51.4 (0+1+0+0)                                 | Dominik Landertinger                                                                  | 42:05.3 (0+0+1+0)                                 | Emil Hegle Svendsen                                                         | 42:08.7 (0+0+1+0)                                 |

### Ženy
| 1. světový pohár v Östersundu, 25. listopadu – 2. prosince 2012   |                                     |                                                                                             |                                                   |                                                                                           |                                                   |                                                                                           |                                                   |
| Datum:                                                            | Disciplína                          | První místo                                                                                 | Čas                                               | Druhé místo                                                                               | Čas                                               | Třetí místo:                                                                              | Čas                                               |
| 29. listopadu, 17:30 SEČ Report                                   | Vytrvalostní závod (15 km)          | Tora Bergerová                                                                              | 44:33.5 (0+0+0+0)                                 | Darja Domračevová                                                                         | 45:36.7 (1+0+0+1)                                 | Jekatěrina Glazyrinová                                                                    | 46:43.7 (0+0+0+0)                                 |
| 1. prosince, 16:30 SEČ Report                                     | Sprint (7,5 km)                     | Tora Bergerová                                                                              | 21:34.0 (0+1)                                     | Olena Pidhrušná                                                                           | 21:50.9 (0+1)                                     | Olga Viluchinová                                                                          | 21:53.4 (0+1)                                     |
| 2. prosince, 14:30 SEČ Report                                     | Stíhací závod (10 km)               | Tora Bergerová                                                                              | 31:01.9 (0+0+0+1)                                 | Darja Domračevová                                                                         | 31:31.7 (0+0+1+0)                                 | Andrea Henkelová                                                                          | 31:53.4 (0+0+0+0)                                 |
| 2. světový pohár v Hochfilzenu, 7. – 9. prosince 2012             |                                     |                                                                                             |                                                   |                                                                                           |                                                   |                                                                                           |                                                   |
| 7. prosince, 14:30 SEČ Report                                     | Sprint (7,5 km)                     | Darja Domračevová                                                                           | 22:24.7 (1+0)                                     | Kaisa Mäkäräinenová                                                                       | 22:29.4 (0+1)                                     | Tora Bergerová                                                                            | 22:37.6 (0+1)                                     |
| 8. prosince, 15:00 SEČ Report                                     | Stíhací závod (10 km)               | Synnøve Solemdalová                                                                         | 31:13.4 (1+0+1+0)                                 | Tora Bergerová                                                                            | 31:43.6 (0+1+1+0)                                 | Kaisa Mäkäräinenová                                                                       | 31:46.7 (0+0+2+2)                                 |
| 9. prosince, 14:30 SEČ Report                                     | Štafeta (4 x 6 km)                  | Norsko Fanny Hornová Birkelandová Synnøve Solemdalová Hilde Fenneová Tora Bergerová         | 1:11:45.1 (0+0 0+0) (0+1 0+2) (0+1 0+0) (0+0 0+1) | Ukrajina Vita Semerenková Valentyna Semerenková Julija Džymová Olena Pidhrušná            | 1:12:15.5 (0+0 0+1) (0+0 0+3) (0+0 0+0)           | Rusko Jekatěrina Glazyrinová Olga Zajcevová Jekatěrina Šumilovová Olga Viluchinová        | 1:12:30.5 (0+0 0+0) (0+0 0+3) (0+1 0+0)           |
| 3. světový pohár v Pokljuce, 13. – 16. prosince 2012              |                                     |                                                                                             |                                                   |                                                                                           |                                                   |                                                                                           |                                                   |
| 14. prosince, 14:20 SEČ Report                                    | Sprint (7,5 km)                     | Gabriela Soukalová                                                                          | 22:09.8 (0+0)                                     | Miriam Gössnerová                                                                         | 22:11.9 (0+2)                                     | Naděžda Skardinová                                                                        | 22:39.9 (0+0)                                     |
| 15. prosince, 15:00 SEČ Report                                    | Stíhací závod (10 km)               | Miriam Gössnerová                                                                           | 31:47.8 (2+1+1+1)                                 | Gabriela Soukalová                                                                        | 31:48.5 (0+0+0+0)                                 | Marie Dorinová Habertová                                                                  | 32:14.3 (0+1+0+0)                                 |
| 16. prosince, 15:00 SEČ Report                                    | Závod s hromadným startem (12,5 km) | Tora Bergerová                                                                              | 35:53.8 (0+2+0+0)                                 | Miriam Gössnerová                                                                         | 36:29.3 (0+3+0+1)                                 | Gabriela Soukalová                                                                        | 36:55.9 (0+2+0+0)                                 |
| 4. světový pohár v Oberhofu, 3. – 6. ledna 2013                   |                                     |                                                                                             |                                                   |                                                                                           |                                                   |                                                                                           |                                                   |
| 3. ledna , 17:30 SEČ Report                                       | Štafeta (4 x 6 km)                  | Ukrajina Julija Džymová Valentyna Semerenková Olena Pidhrušná Vita Semerenková              | 1:20:16.1 (0+0 0+1) (0+1 0+1) (0+0 0+1)           | Francie Marie-Laure Brunetová Anaïs Bescondová Sophie Boilleyová Marie Dorinová Habertová | 1:21:02.0 (0+0 0+2) (0+0 0+0) (0+1 0+1) (0+0 0+0) | Německo Tina Bachmannová Miriam Gössnerová Franziska Hildebrandová Nadine Horchlerová     | 1:22:03.4 (0+0 0+0) (0+0 2+3) (0+1 0+1) (0+1 0+2) |
| 5. ledna , 14:30 SEČ Report                                       | Sprint (7,5 km)                     | Miriam Gössnerová                                                                           | 21:17.2 (0+2)                                     | Tora Bergerová                                                                            | 21:19.2 (0+0)                                     | Andrea Henkelová                                                                          | 21:41.3 (0+0)                                     |
| 6. ledna , 13:10 SEČ Report                                       | Stíhací závod (10 km)               | Olga Zajcevová                                                                              | 32:01.9 (0+2+1+0)                                 | Veronika Vítková                                                                          | 32:27.8 (1+0+0+0)                                 | Valentyna Semerenková                                                                     | 32:30.3 (0+1+0+0)                                 |
| 5. světový pohár v Ruhpoldingu, 9. – 13. ledna 2013               |                                     |                                                                                             |                                                   |                                                                                           |                                                   |                                                                                           |                                                   |
| 9. ledna, 18:15 SEČ Report                                        | Štafeta (4 x 6 km)                  | Norsko Hilde Fenneová Ann Kristin Flatlandová Synnøve Solemdalová Tora Bergerová            | 1:08:13.2 (0+0 0+2) (0+0 0+1) (0+1 0+0) (0+0 0+0) | Rusko Jekatěrina Glazyrinová Olga Viluchinová Jekatěrina Šumilovová Olga Zajcevová        | 1:09:07.9 (0+0 0+0) (0+0 0+1) (0+0 0+0)           | Česko Veronika Vítková Gabriela Soukalová Kristýna Černá Veronika Zvařičová               | 1:10:05.0 (0+2 0+0) (0+1 0+1) (0+0 0+1) (0+0 0+2) |
| 11. ledna, 18:15 SEČ Report                                       | Sprint (7,5 km)                     | Miriam Gössnerová                                                                           | 20:57.2 (0+1)                                     | Darja Domračevová                                                                         | 21:04.3 (0+1)                                     | Kaisa Mäkäräinenová                                                                       | 21:14.7 (1+0)                                     |
| 13. ledna, 13:00 SEČ Report                                       | Závod s hromadným startem (12,5 km) | Tora Bergerová                                                                              | 37:14.4 (0+0+1+0)                                 | Darja Domračevová                                                                         | 37:41.1 (1+0+1+0)                                 | Olga Zajcevová                                                                            | 37:52.2 (0+0+0+1)                                 |
| 6. světový pohár v Antholz-Anterselvě, 17. – 20. ledna 2013       |                                     |                                                                                             |                                                   |                                                                                           |                                                   |                                                                                           |                                                   |
| 17. ledna, 14:30 SEČ Report                                       | Sprint (7,5 km)                     | Anastasia Kuzminová                                                                         | 20:28.6 (0+0)                                     | Kaisa Mäkäräinenová                                                                       | 20:45.3 (1+0)                                     | Darja Domračevová                                                                         | 20:50.5 (1+0)                                     |
| 19. ledna, 11:45 SEČ Report                                       | Stíhací závod (10 km)               | Tora Bergerová                                                                              | 31:21.8 (0+1+1+0)                                 | Olena Pidhrušná                                                                           | 31:40.7 (0+0+0+1)                                 | Kaisa Mäkäräinenová                                                                       | 31:47.2 (0+0+2+2)                                 |
| 20. ledna, 10:30 SEČ Report                                       | Štafeta (4 x 6 km)                  | Německo Franziska Hildebrandová Miriam Gössnerová Nadine Horchlerová Andera Henkelová       | 1:13:02.1 (0+1 0+1) (0+3 0+1) (0+0 0+0) (0+3 0+1) | Rusko Jekatěrina Glazyrinová Olga Zajcevová Jekatěrina Šumilovová Olga Viluchinová        | 1:13:19.5 (0+1 0+1) (0+0 0+1) (0+1 0+1) (0+1 0+3) | Francie Anaïs Bescondová Sophie Boilleyová Marie-Laure Brunetová Marie Dorinová Habertová | 1:13:43.0 (0+0 0+2) (0+0 0+0) (0+0 0+2)           |
| Mistrovství světa v Novém Městě na Moravě, 7. – 17. února 2013    |                                     |                                                                                             |                                                   |                                                                                           |                                                   |                                                                                           |                                                   |
| 9. února, 16:15 SEČ Report                                        | Sprint (7,5 km)                     | Olena Pidhrušná                                                                             | 21:02.1 (0+0)                                     | Tora Bergerová                                                                            | 21:08.5 (0+1)                                     | Vita Semerenková                                                                          | 21:24.9 (0+0)                                     |
| 10. února, 16:15 SEČ Report                                       | Stíhací závod (10 km)               | Tora Bergerová                                                                              | 28:48.4 (0+1+2+0)                                 | Krystyna Pałková                                                                          | 29:06.9 (0+0+1+1)                                 | Olena Pidhrušná                                                                           | 29:09.9 (0+0+2+0)                                 |
| 13. února, 17:15 SEČ Report                                       | Vytrvalostní závod (15 km)          | Tora Bergerová                                                                              | 44:52.5 (0+0+0+0)                                 | Andrea Henkelová                                                                          | 45:45.2 (0+0+0+0)                                 | Valentyna Semerenková                                                                     | 46:35.0 (1+0+0+0)                                 |
| 15. února, 17:15 SEČ Report                                       | Štafeta (4 x 6 km)                  | Norsko Hilde Fenneová Ann Kristin Flatlandová Synnøve Solemdalová Tora Bergerová            | 1:08:11.0 (0+2 1+3) (0+0 0+2) (0+0 0+1)           | Ukrajina Julija Džymová Vita Semerenková Valentyna Semerenková Olena Pidhrušná            | 1:08:18.0 (0+0 0+1) (0+2 0+0) (0+1 0+0) (0+0 0+1) | Itálie Dorothea Wiererová Nicole Gontierová Michela Ponzaová Karin Oberhoferová           | 1:08:22.6 (0+0 0+0) (0+2 0+0) (0+0 0+2) (0+0 0+0) |
| 17. února, 12:00 SEČ Report                                       | Závod s hromadným startem (12,5 km) | Darja Domračevová                                                                           | 35:54.5 (1+0+0+1)                                 | Tora Bergerová                                                                            | 36:03.2 (1+0+1+0)                                 | Monika Hojniszová                                                                         | 36:22.1 (0+0+1+0)                                 |
| 7. světový pohár v Oslu, 28. února – 3. března 2013               |                                     |                                                                                             |                                                   |                                                                                           |                                                   |                                                                                           |                                                   |
| 1. března, 15:30 SEČ Report                                       | Sprint (7,5 km)                     | Tora Bergerová                                                                              | 21:31.2 (0+0)                                     | Darja Domračevová                                                                         | 21:43.2 (1+1)                                     | Anastasia Kuzminová                                                                       | 22:02.1 (1+1)                                     |
| 2. března, 14:00 SEČ Report                                       | Stíhací závod (10 km)               | Tora Bergerová                                                                              | 32:12.2 (0+1+2+1)                                 | Marie Dorinová Habertová                                                                  | 32:43.4 (0+0+1+1)                                 | Anastasia Kuzminová                                                                       | 32:57.3 (1+0+2+1)                                 |
| 3. března, 11:30 SEČ Report                                       | Závod s hromadným startem (12,5 km) | Tora Bergerová                                                                              | 36:58.8 (0+0+0+2)                                 | Anastasia Kuzminová                                                                       | 37:04.2 (0+2+0+0)                                 | Darja Domračevová                                                                         | 37:22.1 (0+1+2+0)                                 |
| 8. světový pohár v Soči, 7. března – 10. března 2013              |                                     |                                                                                             |                                                   |                                                                                           |                                                   |                                                                                           |                                                   |
| 7. března, 12:15 SEČ Report                                       | Vytrvalostní závod (15 km)          | Darja Domračevová                                                                           | 45:45.2 (0+0+0+2)                                 | Olga Zajcevová                                                                            | 46:19.8 (0+0+0+0)                                 | Tora Bergerová                                                                            | 46:32.0 (0+1+0+0)                                 |
| 9. března, 16:30 SEČ Report                                       | Sprint (7,5 km)                     | Magdalena Gwizdońová                                                                        | 25:28.7 (0+0)                                     | Anastasia Kuzminová                                                                       | 25:38.9 (1+0)                                     | Tora Bergerová                                                                            | 25:42.4 (0+1)                                     |
| 10. března, 15:30 SEČ Report                                      | Štafeta (4 x 6 km)                  | Německo Andrea Henkelová Evi Sachenbacherová-Stehleová Miriam Gössnerová Laura Dahlmeierová | 1:09:27.1 (0+1 0+0) (0+0 0+2) (0+1 1+3) (0+0 0+0) | Ukrajina Julija Džymová Olena Pidhrušná Valentyna Semerenková Marija Panfilová            | 1:09:39.0 (0+0 0+1) (0+1 0+2) (0+0 0+1)           | Norsko Hilde Fenneová Tiril Eckhoffová Ann Kristin Flatlandová Tora Bergerová             | 1:09:48.3 (0+1 0+2) (0+0 0+3) (0+1 0+1) (0+0 0+2) |
| 9. světový pohár v Chanty-Mansijsku, 14. března – 17. března 2013 |                                     |                                                                                             |                                                   |                                                                                           |                                                   |                                                                                           |                                                   |
| 14. března, 13:15 SEČ Report                                      | Sprint (7,5 km)                     | Gabriela Soukalová                                                                          | 21:25.6 (0+0)                                     | Andrea Henkelová                                                                          | 21:42.8 (0+0)                                     | Miriam Gössnerová                                                                         | 21:49.2 (0+1)                                     |
| 16. března, 11:30 SEČ Report                                      | Stíhací závod (10 km)               | Gabriela Soukalová                                                                          | 30:58.8 (0+1+0+1)                                 | Olga Viluchinová                                                                          | 31:05.8 (0+1+2+0)                                 | Tora Bergerová                                                                            | 31:13.6 (1+0+0+1)                                 |
| 17. března, 10:30 SEČ Report                                      | Závod s hromadným startem (12,5 km) | Gabriela Soukalová                                                                          | 38:22.4 (0+0+0+0)                                 | Marie Dorinová Habertová                                                                  | 38:33.6 (0+0+1+0)                                 | Kaisa Mäkäräinenová                                                                       | 38:45.3 (0+0+1+1)                                 |

### Smíšené štafety
| 1. světový pohár v Östersundu, 25. listopadu – 2. prosince 2012 |                                      |                                                                         |                                                   |                                                                                    |                                                   |                                                                          |                                                   |
| Datum:                                                          | Disciplína                           | První místo                                                             | Čas                                               | Druhé místo                                                                        | Čas                                               | Třetí místo:                                                             | Čas                                               |
| 25. listopadu, 15:30 SEČ Report                                 | Smíšená štafeta (2 x 6 + 2 x 7,5 km) | Rusko Olga Zajcevová Olga Viluchinová Alexej Volkov Jevgenij Usťugov    | 1:12:41.3 (0+0 0+2) (0+1 0+1) (0+0 0+0)           | Norsko Tora Bergerová Synnøve Solemdalová Erlend Bjøntegaard Emil Hegle Svendsen   | 1:13:02.5 (0+0 0+1) (0+2 0+1) (0+1 0+3) (0+0 0+2) | Česko Veronika Vítková Gabriela Soukalová Michal Šlesingr Ondřej Moravec | 1:13:17.7 (0+2 0+1) (0+0 0+2) (0+1 0+1) (0+0 0+1) |
| Mistrovství světa v Novém Městě na Moravě, 7. – 17. února 2013  |                                      |                                                                         |                                                   |                                                                                    |                                                   |                                                                          |                                                   |
| 7. února, 17:30 SEČ Report                                      | Smíšená štafeta (2 x 6 + 2 x 7,5 km) | Norsko Tora Bergerová Synnøve Solemdalová Tarjei Bø Emil Hegle Svendsen | 1:12:04.9 (0+0 0+0) (0+0 0+2) (0+1 0+0) (0+0 0+1) | Francie Marie-Laure Brunetová Marie Dorinová Habertová Alexis Bœuf Martin Fourcade | 1:12:24.9 (0+0 0+2) (0+1 0+2) (0+0 0+2) (0+0 0+1) | Česko Veronika Vítková Gabriela Soukalová Jaroslav Soukup Ondřej Moravec | 1:12:37.2 (0+2 0+1) (0+1 0+0) (0+0 0+0) (0+0 0+2) |

## Pořadí Světového poháru

### Konečné pořadí
| Pořadí | Jméno                | Body |
| ------ | -------------------- | ---- |
| 1.     | Martin Fourcade      | 1248 |
| 2.     | Emil Hegle Svendsen  | 827  |
| 3.     | Dominik Landertinger | 715  |
| 4.     | Jakov Fak            | 709  |
| 5.     | Andreas Birnbacher   | 691  |
| 6.     | Jevgenij Usťugov     | 677  |
| 7.     | Fredrik Lindström    | 654  |
| 8.     | Dmitrij Malyško      | 645  |
| 9.     | Anton Šipulin        | 618  |
| 10.    | Tim Burke            | 615  |
| 12.    | Ondřej Moravec       | 603  |
| 21.    | Michal Šlesingr      | 476  |
| 50.    | Zdeněk Vítek         | 127  |
| 56.    | Jaroslav Soukup      | 87   |

| Pořadí | Jméno                    | Body |
| ------ | ------------------------ | ---- |
| 1.     | Tora Bergerová           | 1234 |
| 2.     | Darja Domračevová        | 924  |
| 3.     | Andrea Henkelová         | 856  |
| 4.     | Marie Dorinová Habertová | 843  |
| 5.     | Kaisa Mäkäräinenová      | 834  |
| 6.     | Gabriela Soukalová       | 800  |
| 7.     | Anastasia Kuzminová      | 769  |
| 8.     | Olena Pidhrušná          | 764  |
| 9.     | Miriam Gössnerová        | 746  |
| 10.    | Vita Semerenková         | 739  |
| 16.    | Veronika Vítková         | 511  |
| 79.    | Barbora Tomešová         | 17   |
| 92.    | Veronika Zvařičová       | 7    |
| 97.    | Jitka Landová            | 4    |

### Pořadí národů
| Pořadí | Muži            | Muži | Ženy            | Ženy |
| Pořadí | Jméno závodníka | Body | Jméno závodnice | Body |
| ------ | --------------- | ---- | --------------- | ---- |
| 1.     | Rusko           | 7749 | Norsko          | 7626 |
| 2.     | Norsko          | 7692 | Německo         | 7556 |
| 3.     | Francie         | 7656 | Rusko           | 7392 |
| 4.     | Německo         | 7227 | Ukrajina        | 7386 |
| 5.     | Rakousko        | 6905 | Francie         | 7058 |
| 6.     | Česko           | 6517 | Bělorusko       | 6471 |
| 7.     | Švédsko         | 6244 | Polsko          | 6426 |
| 8.     | Itálie          | 6020 | Itálie          | 6177 |
| 9.     | Ukrajina        | 6000 | Česko           | 6015 |
| 10.    | USA             | 5578 | Slovensko       | 5443 |

### Sprint
| Pořadí | Muži                   | Muži | Ženy                     | Ženy |
| Pořadí | Jméno závodníka        | Body | Jméno závodnice          | Body |
| ------ | ---------------------- | ---- | ------------------------ | ---- |
| 1.     | Martin Fourcade        | 484  | Tora Bergerová           | 428  |
| 2.     | Emil Hegle Svendsen    | 315  | Darja Domračevová        | 351  |
| 3.     | Jevgenij Usťugov       | 313  | Miriam Gössnerová        | 337  |
| 4.     | Jakov Fak              | 302  | Marie Dorinová Habertová | 325  |
| 5.     | Simon Eder             | 260  | Kaisa Mäkäräinenová      | 324  |
| 6.     | Andreas Birnbacher     | 243  | Gabriela Soukalová       | 313  |
| 7.     | Dominik Landertinger   | 242  | Andrea Henkelová         | 307  |
| 8.     | Dmitrij Malyško        | 240  | Olena Pidhrušná          | 305  |
| 9.     | Jean-Guillaume Béatrix | 224  | Anastasia Kuzminová      | 294  |
| 10.    | Erik Lesser            | 218  | Vita Semerenková         | 281  |

### Stíhací závod
| Pořadí | Muži                 | Muži | Ženy                     | Ženy |
| Pořadí | Jméno závodníka      | Body | Jméno závodnice          | Body |
| ------ | -------------------- | ---- | ------------------------ | ---- |
| 1.     | Martin Fourcade      | 388  | Tora Bergerová           | 417  |
| 2.     | Emil Hegle Svendsen  | 287  | Andrea Henkelová         | 279  |
| 3.     | Anton Šipulin        | 247  | Marie Dorinová Habertová | 277  |
| 4.     | Fredrik Lindström    | 240  | Olena Pidhrušná          | 265  |
| 5.     | Dmitrij Malyško      | 231  | Kaisa Mäkäräinenová      | 255  |
| 6.     | Dominik Landertinger | 218  | Darja Domračevová        | 251  |
| 7.     | Jevgenij Garaničev   | 217  | Olga Viluchinová         | 241  |
| 8.     | Jevgenij Usťugov     | 215  | Gabriela Soukalová       | 227  |
| 9.     | Jakov Fak            | 214  | Olga Zajcevová           | 226  |
| 10.    | Andreas Birnbacher   | 181  | Krystyna Pałková         | 222  |

### Vytrvalostní závod
| Pořadí | Muži                 | Muži | Ženy                   | Ženy |
| Pořadí | Jméno závodníka      | Body | Jméno závodnice        | Body |
| ------ | -------------------- | ---- | ---------------------- | ---- |
| 1.     | Martin Fourcade      | 180  | Tora Bergerová         | 168  |
| 2.     | Andreas Birnbacher   | 104  | Andrea Henkelová       | 131  |
| 3.     | Tim Burke            | 102  | Darja Domračevová      | 122  |
| 4.     | Dominik Landertinger | 100  | Olga Zajcevová         | 107  |
| 5.     | Ondřej Moravec       | 97   | Anastasia Kuzminová    | 104  |
| 6.     | Björn Ferry          | 78   | Kaisa Mäkäräinenová    | 104  |
| 7.     | Fredrik Lindström    | 72   | Gabriela Soukalová     | 94   |
| 8.     | Lukas Hofer          | 70   | Selina Gasparinová     | 90   |
| 9.     | Henrik L'Abée-Lund   | 69   | Valentyna Semerenková  | 86   |
| 10.    | Krasimir Anev        | 66   | Jekatěrina Glazyrinová | 84   |

### Závod s hromadným startem
| Pořadí | Muži                 | Muži | Ženy                     | Ženy |
| Pořadí | Jméno závodníka      | Body | Jméno závodnice          | Body |
| ------ | -------------------- | ---- | ------------------------ | ---- |
| 1.     | Martin Fourcade      | 248  | Tora Bergerová           | 262  |
| 2.     | Emil Hegle Svendsen  | 182  | Darja Domračevová        | 200  |
| 3.     | Tim Burke            | 167  | Vita Semerenková         | 185  |
| 4.     | Andreas Birnbacher   | 163  | Marie Dorinová Habertová | 175  |
| 5.     | Ondřej Moravec       | 162  | Kaisa Mäkäräinenová      | 171  |
| 6.     | Tarjei Bø            | 159  | Teja Gregorinová         | 171  |
| 7.     | Dominik Landertinger | 155  | Gabriela Soukalová       | 166  |
| 8.     | Jakov Fak            | 154  | Miriam Gössnerová        | 160  |
| 9.     | Simon Eder           | 140  | Anastasia Kuzminová      | 157  |
| 10.    | Björn Ferry          | 137  | Olga Zajcevová           | 150  |

### Štafeta
| Pořadí | Muži            | Muži | Ženy            | Ženy |
| Pořadí | Jméno závodníka | Body | Jméno závodnice | Body |
| ------ | --------------- | ---- | --------------- | ---- |
| 1.     | Rusko           | 305  | Norsko          | 314  |
| 2.     | Norsko          | 302  | Ukrajina        | 298  |
| 3.     | Francie         | 296  | Německo         | 294  |
| 4.     | Německo         | 267  | Rusko           | 277  |
| 5.     | Rakousko        | 243  | Francie         | 258  |
| 6.     | Česko           | 226  | Itálie          | 226  |
| 7.     | Švédsko         | 215  | Polsko          | 218  |
| 8.     | Ukrajina        | 200  | Bělorusko       | 210  |
| 9.     | Itálie          | 195  | Česko           | 198  |
| 10.    | Slovensko       | 194  | Švédsko         | 173  |

### Smíšená štafeta
| Pořadí | Stát      | Body |
| ------ | --------- | ---- |
| 1.     | Norsko    | 114  |
| 2.     | Rusko     | 98   |
| 3.     | Česko     | 96   |
| 4.     | Francie   | 94   |
| 5.     | Itálie    | 79   |
| 6.     | Slovinsko | 78   |
| 7.     | Německo   | 71   |
| 8.     | Slovensko | 66   |
| 9.     | Ukrajina  | 63   |
| 10.    | Švédsko   | 61   |